# MuseScore
MuseScore是一个用于Windows、macOS和Linux上的制谱软件，类似于Finale和Sibelius，支持多种文件格式和输入方式。它是在GNU通用公共许可证下作为自由和开源软件发布的。MuseScore附有一个免费增值的移动端乐谱浏览与播放应用程序，以及一个在线乐谱銷售平台。

## 歷史
MuseScore最初是作为MusE音序器代码库的一个分支创建的。当时，MusE具有制谱功能。在2002年，MusE开发人员之一Werner Schweer决定从MusE移除制谱支持，并将其代码转换为一个独立的制谱程序。
musescore.org网站创建于2008年，一经推出，MuseScore的下载量便迅速飙升。到2008年12月，下载速度已高达每月15,000次。
0.9.5版于2009年8月发布。到2009年10月，MuseScore每日下载量超过1000次。到2010年第四季度，MuseScore每月被下载8万次。
在2013年底，该项目从SourceForge迁移至GitHub，从此连续下载统计数据再未公开，但在2015年3月的一次新闻发布会上表示，MuseScore已经被下载超过八百万次，而后在2016年12月表示2.0.3版在发布的九个月内已被下载190万次。
2018年，MuseScore公司被Ultimate Guitar收购，其为开源团队增加了全职付费开发人员。

## 功能
MuseScore的主旨是在“所见即所得”环境下创作高质量的雕板乐谱。它支持无限的谱表、关联/单独分谱、指法谱、MIDI输入输出、打击乐谱、跨谱表符杠、自动移位、多段歌词、品格图等一般在乐谱中常用的元素。可更改外观和布局的样式选项，样式表可保存并应用于其他乐谱。有许多类型的集成模板。可以通过使用许多免费的插件来扩展功能。
MuseScore还可以通过内置的音序器和SoundFont音色库回放乐谱。可以将多个音色加载到MuseScore的合成器中。可在混音器中对分谱进行静音、独奏或单独调整音量等操作，也支持合奏，混响等其他效果。可利用MIDI输出到外部设备和软件合成器。

### 支持的文件格式
MuseScore可以导入和导出多种格式，但有些格式只可导出（例如可视化内容及音频），而有些只可导入（来自其他音乐符号程序的原文件）。
MuseScore的原生文件格式是.mscz（包含乐谱和其他媒体的压缩文件）及.mscx（其XML数据可以在.mscz文件中找到）。通常首选.mscz格式，因为它使用相对少的空间，并且可以支持图像。
MuseScore还可以导入和导出压缩的（.mxl）和未压缩的（.xml）MusicXML文件，这允许在其他音乐符号程序（包括Sibelius和Finale）中打开乐谱。它还可以输入输出MIDI(.mid、.midi及.kar)，它被许多其他程序（如Synthesia）支持，但由于MIDI并非为乐谱设计，所以大多数乐谱符号的信息都丢失了。
MuseScore还可以导入某些其他音乐软件的原文件，包括Band-in-a-Box（.mgu与 .sgu），Bagpipe Music Writer （.bww）、 Guitar Pro （.gtp、.gp3、.gp4、.gp5及.gpx）、Capella（必须是2000(3.0)或更高版本；.cap和.capx）以及Overture格式。它还可以导入MuseData（.md，其已经被MusicXML所取代）。
音频可以导出为WAV、FLAC、MP3和OGG文件，乐谱也可以导出为PDF、SVG和PNG格式，或直接打印。

### 在线乐谱共享
在线保存功能允许MuseScore用户通过MuseScore.com在线发布、分享他们的音乐。这项服务允许付费用户无限分享乐谱。也可注册免费账户，但只限上传五份乐谱。MuseScore的启动中心显示了来自网站的乐谱。
MuseScore.com允许在任何支持HTML5音频标签的浏览器中播放乐谱。乐谱也可以链接到YouTube上，这样人们可以在观看以该乐谱的视频时，一边听着乐曲，一边阅览乐谱。
MuseScore公司现在是Ultimate Guitar的一部分，它利用商业乐谱共享服务的收入来支持免费制谱软件的开发。

### 移动端播放器
自2014年5月以来，MuseScore为iOS和Android提供了移动应用程序，这些应用程序与MuseScore分数分享网站相结合。该应用程序可以播放乐谱，并允许移调及提取播放分谱，但不允许创建或编辑分数。

### 便携式应用程序
MuseScore也作为PortableApps.com的可移植应用程序运行。它可以安装在普通硬盘驱动器上，也可以存储在CD、USB闪存驱动器或闪存卡等可移动存储设备上，这样就可以在任何兼容的Windows计算机系统上运行。最新的MuseScore Portable版本是2.3.2。

## 版本

### 预发布版
- MuseScore 0.9.5于2009年8月发布。[26]这是首个稳定的版本，也是首个支持macOS的版本。[26]
- MuseScore 0.9.6于2010年6月发布。[27]该版本引入了许多新功能，包括基于通用MIDI标准的对所有乐器的开箱即用的回放支持、对多小节休止符的支持、对自定义密钥签名的初始支持，以及连接到乐谱共享站点musescore.com的“在线保存”功能。

### MuseScore 1

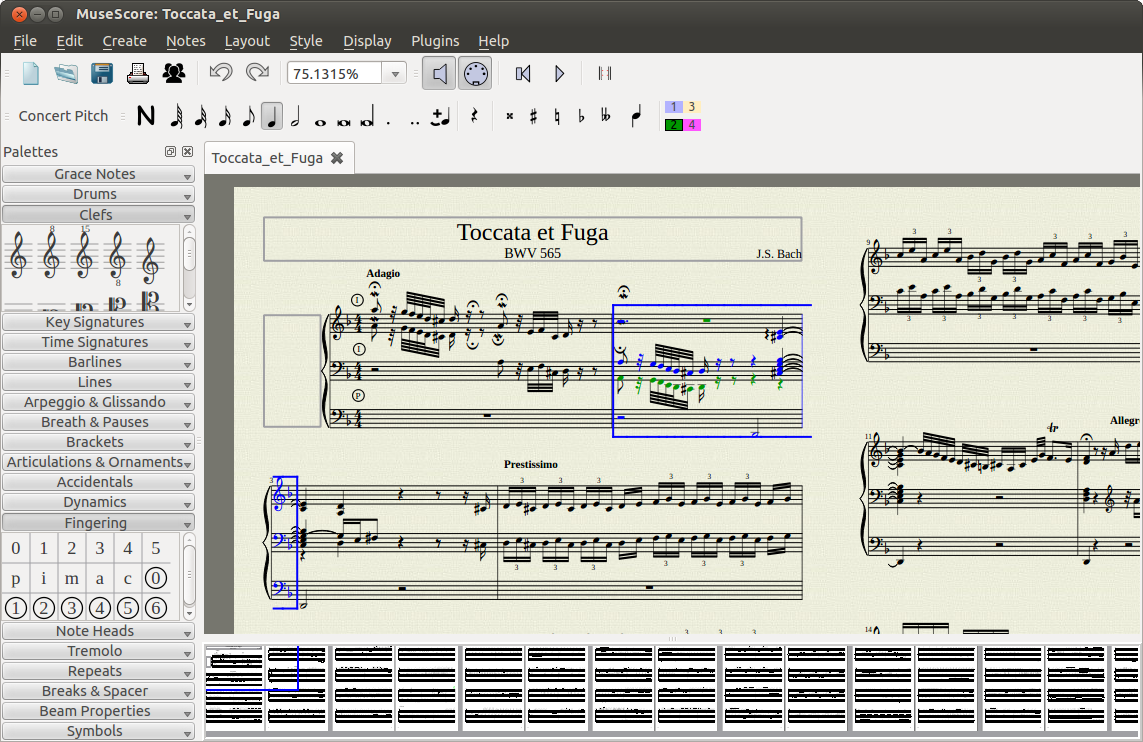
在Ubuntu上运行的MuseScore1.2

- MuseScore 1.0发布于2011年2月。此版本的意义在于它是MuseScore的第一个稳定版。
- MuseScore 1.1发布于2011年7月。此版本修复了大约60个bug，改进了爵士乐谱。[28]此版本还包含了MuseScore Connect，它是一个可以让用户交流并发布内容的社区。
- MuseScore 1.2发布于2012年3月。[29]此版本修复了100多个bug、改进了MusicXML的导入/导出和特殊字符。它还引入了Marc Sabatella的原创音乐《Reunion》作为新的演示乐谱。
- MuseScore 1.3发布于2013年2月。此版本是一个小更新，主要修复了一些bug。[30]

### MuseScore 2
- MuseScore 2.0发布于2015年3月。[31]此版本新增吉他指法谱与和弦图、总谱分谱同步编辑、截图功能、两款新SMuFL标准音乐字体和MusicXML 3.0支持等特性。
- MuseScore 2.0.1发布于2015年5月。此版本修复了许多bug，并引入了Isaac Weiss的“入门”教程乐谱和几个额外的乐谱模板。[32]
- MuseScore 2.0.2发布于2015年7月。此版本修复了许多bug，增加了播放颤音等装饰音的功能。[33]与此版本同时发布的还有专业教程《Mastering MuseScore》。[34]
- MuseScore 2.0.3发布于2016年4月。此版本修复了许多bug，增加了分谱排序、歌词复制工具等功能，并支持了Linux通用的AppImage软件包。[35]
- MuseScore 2.1发布于2017年5月。此版本增加了实时MIDI输入、“交换到剪贴板”和一个能得到更清晰谱面的节奏重写工具等功能。[36][37]
- MuseScore 2.2于2018年3月发布。此版本修复了200多个bug，新增了MIDI输出等功能，自带了新的SoundFont音色。[38]一周后的MuseScore 2.2.1修正了三个影响回放的问题。[39]
- MuseScore 2.3发布于2018年6月。此版本新增了扩展功能（不是已有的插件功能）和一个为鼓乐定制的MuseScore扩展。[40][41]2018年7月发布了2.3.1和2.3.2两个bug修复更新。[42][43]

### MuseScore 3
- MuseScore 3.0发布于2018年12月。此版本增加了一套可以避免乐谱元素冲突的自动智能排版系统、增加了一个爵士音乐字体，还支持了更高级的符号、更多的样式控制、增加了新用户导览功能、简化的时间轴视图快速导航，并重新设计了混音器、钢琴卷帘编辑器和内置的自动升级机制，还新增了一些其它功能。[44]
- MuseScore 3.1发布于2019年5月。此版本支持了单个音符的渐强渐弱回放，并为品格图提供了更多自定义选项。[45]
- MuseScore 3.2发布于2019年6月。此版本增加了一些新功能。[46]
- MuseScore 3.3发布于2019年10月，此版本设计了新的符号面板，并有许多稳定性改进。[47]
- MuseScore 3.4发布于2020年1月。此版本增加了遥测功能，并改进了UX（用户体验）。[48]
- MuseScore 3.5发布于2020年8月。此版本增加了和弦符号回放功能，并改进了工作流程和布局等。[49]
- MuseScore 3.6发布于2021年1月。此版本增加了新的音乐字体和文本字体Leland，并改进了乐谱排版。[50]

## 开发

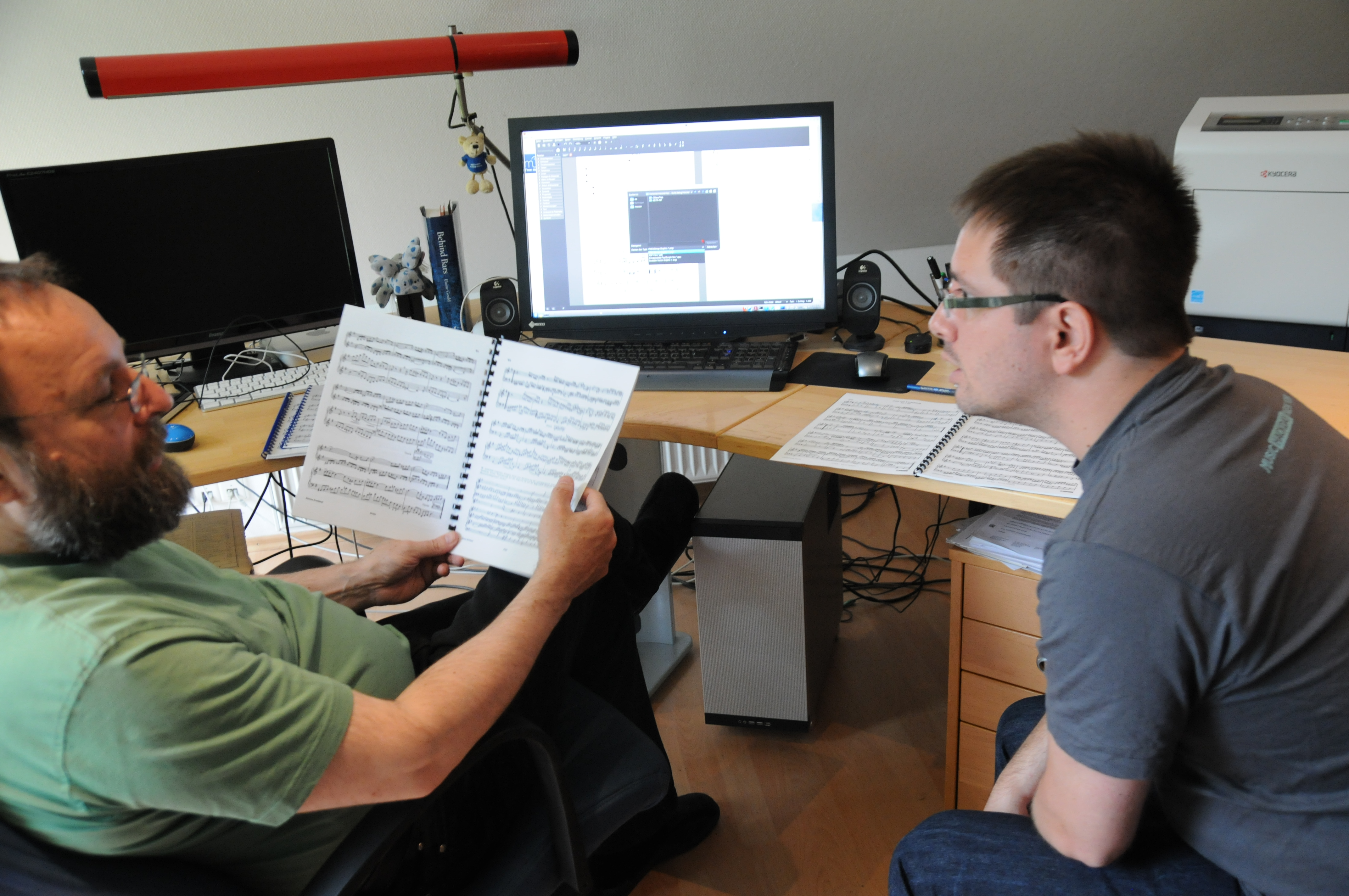
Werner Schweer与Nicolas Froment在开发MuseScore 2.0

MuseScore是自由开源软件，主要使用C++编写，图形用户界面使用跨平台Qt工具包。Werner Schweer、Nicolas Froment和Thomas Bonte是这个项目的全职和主要开发者，还有一个更大的社区也在做贡献。谷歌代码之夏在2013年、2014年和2016年至2019年资助过学生帮助开发MuseScore。MuseScore的开发是在GitHub上进行的。2018年共有33位活跃贡献者。
虽然MuseScore是开源的，但它要求贡献者签署贡献者许可协议。
MuseScore社区使用Transifex翻译服务器，用于将软件内容本地化。截止2019年9月，MuseScore社区有955名译者，翻译了66种语言版本。

## 采用情况
截至2016年，MuseScore每天的下载量超过7000次。许多Linux发行版还将MuseScore纳入它们的软件库中，如Debian、Ubuntu、Arch Linux、Manjaro、Opensuse、Snappy、Flatpak。
许多教育机构也使用MuseScore，包括德鲁大学和伊奥尼亚大学。加拿大的Milles-îles教育委员会也在魁北克Milles-îles地区的10000台学校的电脑上安装了MuseScore。

## 众包雕刻项目

### 开源哥德堡变奏曲
2011年，MuseScore在众筹网站Kickstarter上发起了一场众筹活动，为哥德堡变奏曲制作高质量、免费的数字乐谱和音频版本。这个过程影响了MuseScore 2的发展，为了创造出高质量的变奏曲雕版，需要改进谱面。随着筹款目标的实现，MuseScore的开发者、钢琴家Kimiko Ishizaka和来自大众的评论家合作创作了一个调版乐谱，并录制了一张新专辑，这两张专辑都是在“零知识共享协议”（无版权）下发布的，这意味着它们可以免费下载和共享。2012年，在线公开评审结束时，最终的刻版乐谱在MuseScore.com上免费发布，并由德国GRIN出版社印刷装订。Kimiko Ishizaka的录音在BandCamp上免费发布。

### 开源十二平均律曲集
2013年，第二次成功的Kickstarter资助了新版巴赫的《十二平均律曲集》的创作。这首歌再次在MuseScore.com上进行了公开评论，并由Kimiko Ishizaka录制，2015年，这首歌的音乐和录音都被发布到公共领域。

### 盲文版本
在收到一位盲人音乐家对WTC Kickstarter网站的捐款后，MuseScore设立了新的筹款目标，以帮助盲人和视力受损的音乐家更容易理解乐谱。虽然将MuseScore.com图书馆的乐谱自动转换为盲文的首要目标没有得到资助，但他们得到了资金去为戈德堡变奏曲和十二平均律曲集创作盲文乐谱。用于盲文终端和打印机的数字文件可以免费下载，就像标准乐谱文件一样。

### OpenScore
2017年，MuseScore和IMSLP为OpenScore发起了一项众筹活动，旨在从IMSLP的乐谱库中创建公共领域音乐的MuseScore和MusicXML版本。
OpenScore希望将所有公共领域的乐谱数字化并解放出来，包括莫扎特、贝多芬和巴赫的经典作品。我们的社区旨在将历史上最具影响力的作品从纸上转化为可交互的乐谱，你可以聆听、编辑、分享。让我们携手，使众人不论目的、不论贵贱，永远可以欣赏乐谱。——OpenScore，https://www.kickstarter.com/projects/openscore/openscore-join-the-sheet-music-revolution/

## MuseScore.com 版权问题
从2019年6月开始，迪士尼对于网站上许多迪士尼歌曲提出了删除请求。Hal Leonard则声称拥有某些原创音乐或编曲的版权。